# 富蘭克林鎮區 (北卡羅萊納州梅肯縣)
富蘭克林鎮區（英語：Franklin Township）是位於美國北卡羅萊納州梅肯縣的一個鎮區。

## 地方資料
富蘭克林鎮區的面積為132.34平方千米，皆為陸地。根據2020年美國人口普查的數據，當地共有人口15700人，而人口密度為每平方千米118.63人。